# APAF1
Apaf-1 (Apoptotic peptidase activating factor 1) est une protéine qui rentre dans la composition de l'apoptosome et joue un rôle dans la voie de signalisation intrinsèque déclenchant l'apoptose.
Apaf-1 est présent dans le cytosol à l'état normal de la cellule, mais il est sous une conformation repliée inactive. La liaison du cytochrome c (CYC) à l'Apaf-1 entraîne une modification conformationnelle et l'exposition du domaine CARD, qui permet à plusieurs protéines Apaf-1 activées de s'assembler : c'est l'apoptosome.

## Structure
Apaf-1 possède 3 domaines notables.
- un domaine CARD (en) N-terminal permettant le recrutement de caspases (en particulier la caspase 9)
- un domaine NOD permettant la polymérisation (fixation avec d'autres apaf-1)
- un domaine WRD C-terminal permettant la fixation du cytochrome c.